# Pedro Sarsfield
Pedro Sarsfield (Ceuta, 1779–Pamplona, 25 de agosto de 1837), I conde de Sarsfield, fue un militar español que alcanzó el rango de teniente general, ejerciendo como capitán general en varios distritos y como virrey de Navarra.

## Origen familiar
Pedro Sarsfield nació en Ceuta en 1779, hijo del teniente coronel Patrick Sarsfield –destinado en el regimiento de infantería «Ultonía»– y de Juana Walters. Los Sarsfield descendían de una familia católica anglo-irlandesa de antigua tradición militar. Siguiendo los pasos de su padre, Pedro ingresó como cadete en el regimiento «Ultonia» en 1791.

## Guerra de la Independencia y reinado de Fernando VII
Su bautizo de fuego tuvo lugar poco después, cuando Ceuta fue asediada por los moros. En enero de 1794 el regimiento se trasladó a Guipúzcoa para combatir a los franceses. En 1795 Pedro Sarsfield fue ascendido a subteniente. Tras pasar un tiempo en Canarias, su batallón se unió  al resto del regimiento en la península y combatió en la Guerra de la Independencia española. La guerra proporcionó a Sarsfield la oportunidad de ascender rápidamente. Había sido nombrado teniente en 1806 y fue ascendido a capitán en 1808. Participó destacadamente en la defensa de Gerona y luego pasó al ejército de Cataluña, donde en 1810, tras ser herido en combate, fue nombrado comandante del batallón ligero de Tarragona; poco después fue ascendido a coronel, asumiendo el mando de una legión catalana. Su desempeño durante la ruptura del sitio de Tarragona en enero de 1811 resultó en su ascenso a brigadier el 1 de febrero de ese año. Siguió combatiendo en Cataluña y fue herido de bayoneta en enero de 1812 y hecho prisionero por los franceses en febrero. Tras recuperar su libertad, fue herido de nuevo en julio. En 1813 pasó a mandar la división española del 2.º ejército, continuando sus servicio en Cataluña hasta la expulsión de los franceses. Durante esta guerra Sarsfield se distinguió tanto por su valor personal, como por su severidad como comandante: era implacable con aquellos que faltaban a sus deberes o que mostraban signos de cobardía.
En 1819 fue nombrado segundo jefe de una expedición a Ultramar y ayudó a frustrar un levantamiento militar a favor de la Constitución de 1812 en la isla de León. Por este servicio el Rey le otorgó el empleo de teniente general. Tras la entrada de los Cien Mil Hijos de San Luis en España en 1823, se unió al ejército francés para luchar contra las fuerzas constitucionalistas en Cataluña. En 1827 fue nombrado comandante de un cuerpo de observación que protegió la frontera con Portugal frente a posibles incursiones de las fuerzas contendientes en su disputa dinástica. En 1832 fue nombrado capitán general de Extremadura.

## Primera Guerra Carlista
Tras el estallido de la sublevación carlista en 1833, los sublevados intentaron reclutar a Sarsfield, pero él permaneció fiel a la nueva reina. Sarsfield había sido nombrado capitán general y virrey de Navarra, y lideró las primeras acciones contra los levantamientos en las provincias del norte, desalojando a los carlistas que ocupaban Vitoria y Bilbao. En 1834 fue creado Conde de Sarsfield y en 1835 fue nombrado capitán general de Cataluña, pero tuvo que dejar el cargo debido a su delicada salud. En 1836 volvió a ser nombrado virrey de Navarra y también comandante general del ejército de operaciones de Navarra, donde se caracterizó por su poca iniciativa en la conducta de la guerra. Tras participar en las acciones previas a la batalla de Oriamendi, regresó a Pamplona con la fuerza que mandaba para recuperarse de sus achaques. Otra vez, y debido probablemente a su pobre estado de salud, su indolencia fue notable.

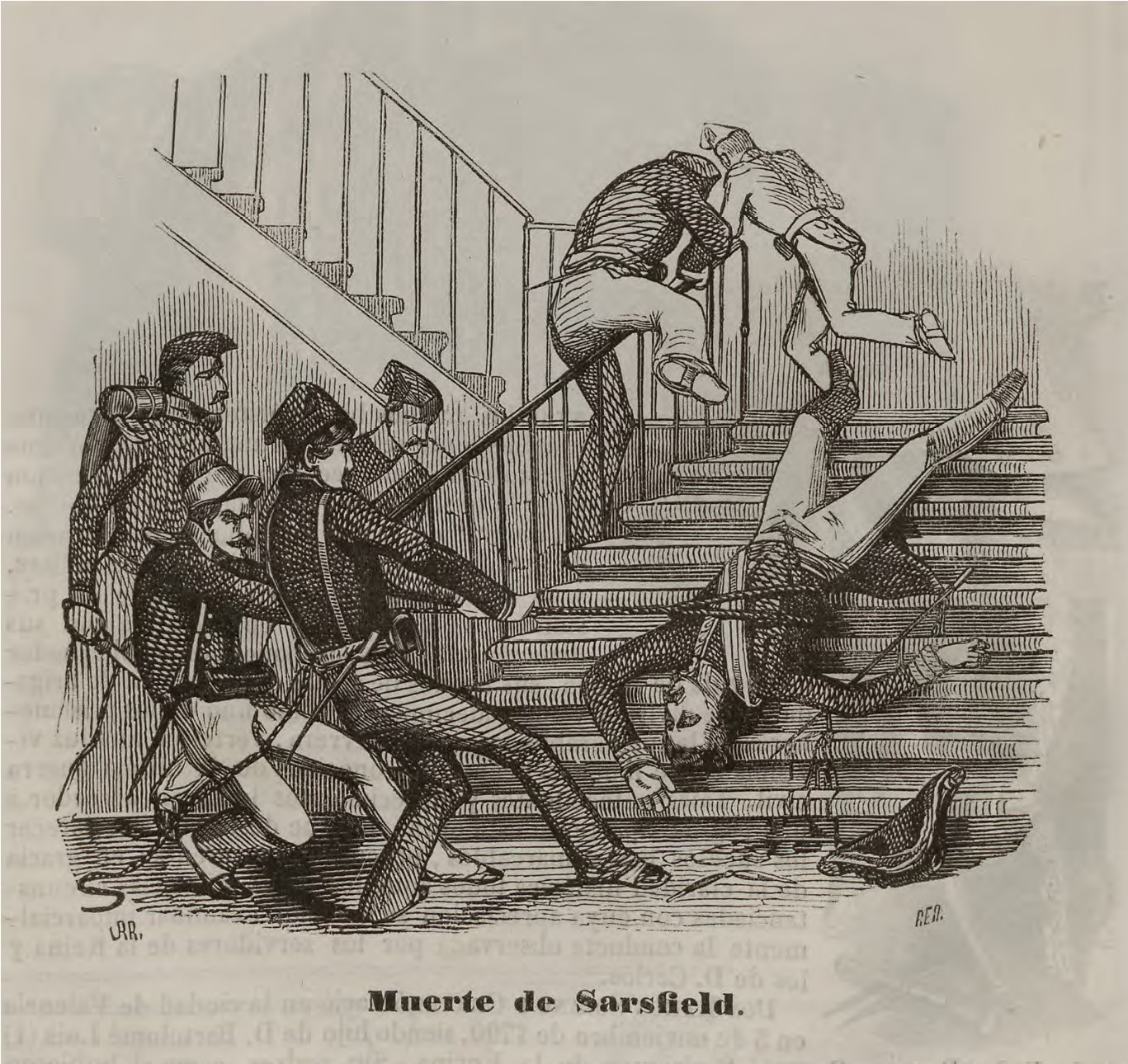
Muerte de Sarsfied, xilografía por dibujo de Vicente Urrabieta. Ilustración de Galería militar contemporánea, Madrid, 1846

La rebelión de algunas unidades a su mando el 25 de agosto de 1837, debida a la falta de cobro de las pagas y a la agitación política de elementos liberales extremistas, condujo a la toma de Pamplona por los amotinados. Sarsfield no reaccionó con la celeridad requerida por la situación y se encontró aislado de las unidades que le habían permanecido fieles. Los rebeldes exigieron el cumplimiento de sus demandas a las autoridades de la ciudad, extrayendo fondos con los que resarcirse de sus deudas. Tras la reunión, cuando Sarsfield intentaba volver a su alojamiento, el general fue atacado por los rebeldes y asesinado tras tratar de refugiarse en una casa cercana, con su cuerpo siendo arrastrado después por las calles de la ciudad. Su muerte fue vengada por Espartero después de que este recuperara el control de la ciudad: los cabecillas de la rebelión fueron condenados a muerte y fusilados; otros sargentos fueron diezmados, con unos fusilados y otros condenados a cuatro años de cárcel; y la tropa fue destinada forzosa a la guarnición de Ceuta. Los fusilamientos se ejecutaron en frente de los restos de la casa donde había vivido Sarsfield, que había sido incendiada por los sublevados.